# 474
Період падіння Західної Римської імперії. У Східній Римській імперії розпочалося правління Флавія Зенона. У Західній — Юлія Непота. Значна частина території окупована варварами, зокрема в Іберії утворилося Вестготське королівство, а Північну Африку захопили вандали, утворивши Африканське королівство, у Тисо-Дунайській низовині утворилося Королівство гепідів.
У Південному Китаї правління династії Лю Сун, на півночі Північної Вей. В Індії правління імперії Гуптів. У Японії триває період Ямато. У Персії править династія Сассанідів.
На території лісостепової України Черняхівська культура. Історики VI століття згадують плем'я антів, що мешкало на території сучасної України приблизно з IV сторіччя. У Північному Причорномор'ї центр володінь гунів, що підкорили собі інші кочові племена, зокрема сарматів та аланів.

## Події
- Імператор Східної Римської імперії Лев I Макелла помер від дизентерії 18 січня. Новим імператором оголошено його внука Лева II.
- 9 лютого батько Лева II Флавій Зенон коронований на августа й співправителя.
- 24 червня Юлій Непот висадився в Італії і пішов на Равенну. Він змусив Гліцерія відректися й оголосив імператором Західної Римської імперії себе.
- 17 листопада Лев II помер від невідомої хвороби. Флавій Зенон став єдиним імператором Східної Римської імперії.
- Узимку Зенон уклав мир із королем вандалів Гейзеріхом із метою убезпечити торгові шляхи в Середземномор'ї.